# جسر قابل للحركة

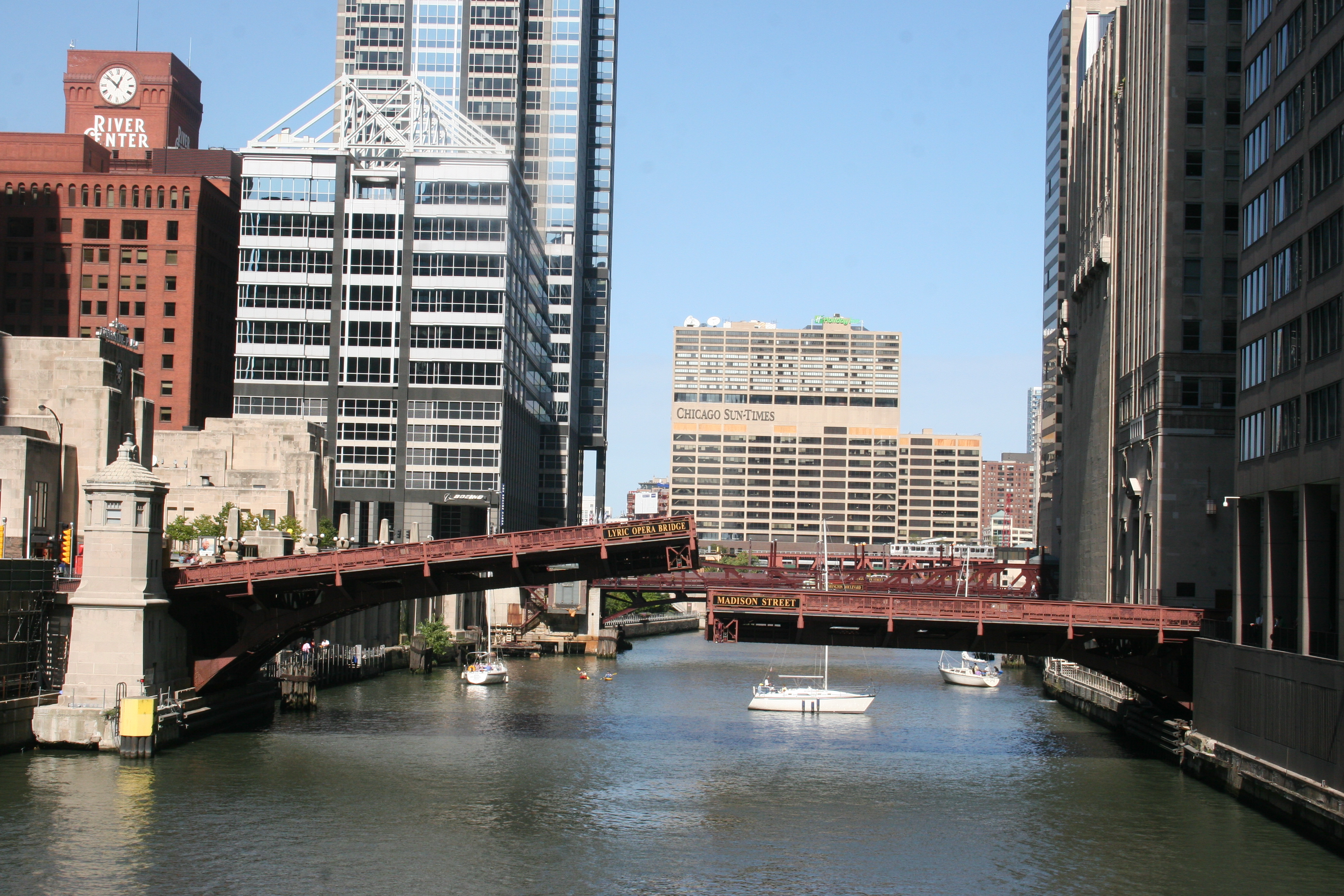
جسر قابل للحركة في شيكاغو.

جسر قابل للحركة أو جسر متحرك (بالإنجليزية: Moveable bridge) هو أحد أنواع الجسور، يسمح بمرور القوارب عبر حركته. تتميز هذه الجسور بانخفاض تكلفتها، بسبب عدم وجود أرصفة عالية ومسافات طويلة. إلا أن العيب الرئيسي فيها هو توقف حركة المرور على الجسر عند فتحه لمرور القوارب. حيث أنه نادرا ما تُستخدم هذه الجسور لحركة السكك الحديدية.
يمكن تحريك هذه الجسور دون الحاجة إلى محرك كهربائي، حيث يتم تشغيل بعض الجسور من قبل المستخدمين، وخصوصا أولئك الذين لديهم قارب، أو الأشخاص العاملين على الجسر. عموما، تعمل هذه الجسور بطاقة تُستمد من المحركات الكهربائية، سواء الروافع التشغيلة، أو المكابس الهيدروليكية. في كثير من الأحيان هناك إشارات المرور للطريق والمرور عبر المياه، والحواجز المتحركة لحركة المرور على الطرق. كما توجد في الولايات المتحدة أنظمة تشريعية خاصة بهذه الجسور.

## أنواع الجسور المتحركة

## وصلات خارجية
- فيديو لجسر متحرك في ميشيغان، الولايات المتحدة.